# Plástový pyl

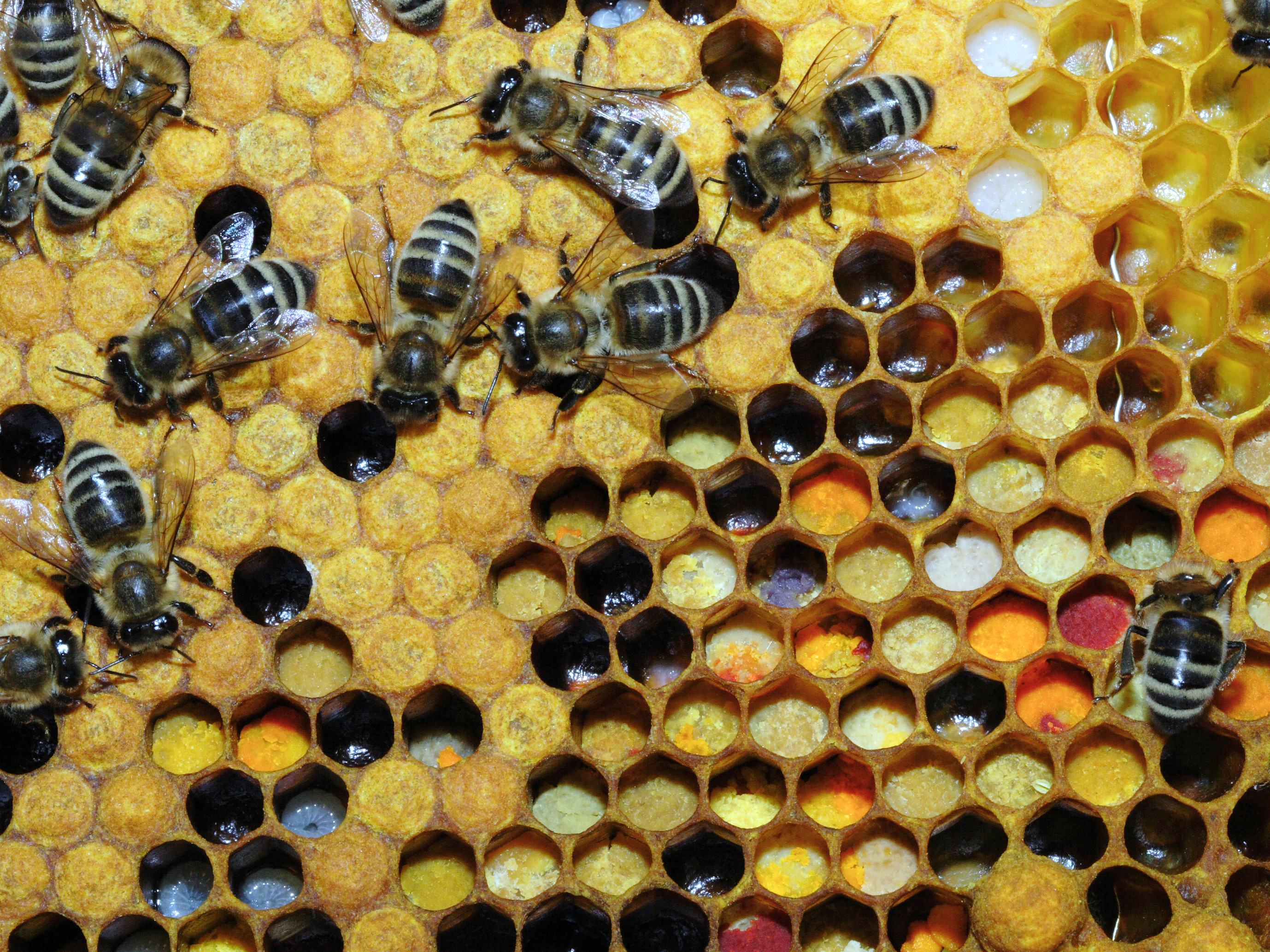
Včelí plástev s pylem

Plástový pyl je včelí produkt, který vzniká zpracováním rousek květového pylu včelami. Spolu s medem tvoří plástový pyl dvě nepostradatelné složky potravy včel. Pyl je zdrojem bílkovin a tuků, med zdrojem cukrů.  
Plástový pyl je někdy označovaný, zejména v obchodních produktech, jako perga (z ruštiny) nebo včelí chléb (podle angličtiny a němčiny).

## Proces vzniku
Dělnice včely medonosné za letu sčesávají květový pyl z obrveného povrchu svého těla, zvlhčují obsahem medného váčku a formují do dvou symetrických hrudek, tzv. rousků, na třetím páru hoh. Po návratu do úlu včela přinesené rousky shodí do buňky plástu a natlačí je hlavou ke dnu buňky. Do buňky se vejde 5 - 7 párů rousek. Povrch pylu do 3/4 zaplněné buňky tvoří vrstvička medu a slin. 
Pástový pyl je produkt složený převážně z rouskového pylu a malého množství přidaného medu a výměšků slinných žláz. Spolupůsobením činnosti bakterií a kvasinek, buněčného metabolismu pylových zrn a enzymů přidaných včelami dojde k procesu podobnému fermentaci. Plástový pyl má vyšší kyselost, dobrou skladovatelnost ve vlhkém a teplém mikroklimatu ve včelstvu a dobrou stravitelnost.

## Význam pro včelstvo
Pyl je pro včelstvo kriticky důležitá surovina, protože je jediným zdrojem bílkovin. Ve formě mateří kašičky ji včely používají ke krmení svých larev, a celoživotně i včelí matky. Proto mladé včelí dělnice (mladušky) konzumují mnoho pylu, aby mohly zmíněnou mateří kašičku produkovat.   Akutní nedostatek pylu v přírodě způsobený třeba nadměrným počtem včelstev na jednom místě, nebo neodbornými zásahy včelaře, může vést ke zhoršení vitality včelstva až i k jeho úkynu.  Délka života včely v létě je 6 týdnů a musí být nahražena mladší sestrou. Nastane-li situace, že včelstvo nemá dostatek pylových zásob, pak omezí výchovu larev, načež postupně zeslábne až uhyne.  
Pyl je pro včely nenahraditelný.

## Získávání plástového pylu (pergy)
Pro lidskou výživu se dá plástový pyl ze včelích pláství získat. Nejjednodušší způsob je použití tzv. vypichovače, kdy se získává každý jednotlivý váleček ručně, tento způsob je ale pracný a zdlouhavý. Nejefektivnější metoda je zmrazení (-18°C) části plástve a následné rozdrcení, ručně anebo strojově. Zmrazením se dosáhne toho, že vosková plástev zkřehne a dobře se drolí, naopak válečky pylu zmrazením ztuhnou a drží svůj tvar. Finálně se může produkt mírně vysušit (teplota max. 45°C) a vyčistit od zbytků včelího vosku. 
Včelstvu se může odebrat jen menší část jeho pylových zásob, jinak je ohrožena jeho reprodukce a imunita.

## Význam pro člověka
Plástový pyl má tisíciletou tradicí v čínské medicíně a v egyptské mytologii je označován jako "mana bohů". V moderní medicíně ale většinou včelí produkty (med, pyl, propolis, mateří kašička) nelze označit jako léčiva. Většímu uplatnění v oficiální farmakologii brání obtížná standardizace (klinické testy) způsobená velkou proměnlivostí jejích složení. Obecně zdravotní účinky jsou definovány následovně: "Perga podporuje organizmus k rychlé obnově duševní a fyzické síly, zvláště v rekonvalescenci po vyčerpávajících chorobách a po operacích. Oceňují ji také sportovci. Preventivně ji lze užívat jako doplněk stravy v době zvýšené psychické nebo fyzické zátěže, působí příznivě na vývoj dětského organismu, přispívá k regeneraci vlasů a nehtů. Perga je bohatým zdrojem vitaminů a enzymů, antioxidantů, posiluje organismus a imunitu. Má blahodárné účinky na hormonální aktivitu, je využívána také při menopauze, podporuje životní vitalitu a energii, je příznivá pro činnost zažívací soustavy, pomáhá proti únavě, má pozitivní vliv na duševní stav. Pyl perga je možné užívat přímo. Doporučuje se 1-2 kávové lžičky denně". 

## Složení
Plástový pyl obsahuje 20–49 % bílkovin (včetně všech esenciálních aminokyselin), 25–48 % jednoduchých i složených cukrů, 3–14 % tuků, dále hormony, enzymy a minerální látky. Z nejdůležitějších se uvádí vitamíny skupiny B, vitamín C, D, E a karoteny. Významný je obsah vitamínu B12. Zastoupené jsou i důležité stopové prvky – železo, zinek, měď i další. Z minerálů je zajímavý ideální poměr fosforu s vápníkem, ale i ostatní minerály – hořčík, draslík nebo síra.